# Sofía Varela
Sofía Varela Espinoza (San Carlos, Costa Rica 28 de marzo de 1998) es una futbolista costarricense que juega de delantera.
Varela fue medallista de bronce en los Juegos Panamericanos de 2019.

## Trayectoria

### Dimas Escazú
Realizó su debut en la liga femenina de Costa Rica en el 2015 con el Dimas Escazú.

### Deportivo Saprissa
Con el Deportivo Saprissa en su instancia de 2018-2022, consiguió un título de primera división en el 2018 y la Copa Interclubes de la Uncaf 2019.

### Santos Laguna
El 15 de julio de 2022, el Club Santos Laguna oficializó el fichaje de Sofía Varela por un contrato de dos años.

### Deportivo Saprissa
El 19 de junio de 2023, se anunció el fichaje al Deportivo Saprissa. El 3 de enero de 2024, Varela fue desvinculada del equipo.

## Clubes
| Club               | País       | Año       |
| ------------------ | ---------- | --------- |
| Dimas Escazú       | Costa Rica | 2015-2018 |
| Deportivo Saprissa | Costa Rica | 2018-2022 |
| Santos Laguna      | México     | 2022-2023 |
| Deportivo Saprissa | Costa Rica | 2023-2024 |

## Palmarés

### Títulos nacionales
| Título                         | Club               | País       | Año  |
| ------------------------------ | ------------------ | ---------- | ---- |
| Primera División de Costa Rica | Deportivo Saprissa | Costa Rica | 2018 |

### Títulos internacionales
| Título                       | Club               | Sede      | Año  |
| ---------------------------- | ------------------ | --------- | ---- |
| Copa Interclubes de la Uncaf | Deportivo Saprissa | Nicaragua | 2019 |